# Explosionswaffe
Explosionswaffe ist der übersetzte Begriff für explosive weapon, der beispielsweise in völkerrechtlichen Vereinbarungen wie der Ottawa-Konvention von den Vereinten Nationen und ähnlichen Organisationen genutzt wird.
Die Begrifflichkeit Explosionswaffen umfasst Waffen, die ihre Kampfwirkung (i. d. R. Druckwelle, Splitter und Hitze) durch Explosion entfalten. Sie werden mit dem Ziel eingesetzt, Personen zu verwunden oder zu töten und Gegenstände zu beschädigen oder zu zerstören. In den meisten Fällen handelt es sich nach wehrtechnischer Einteilung um Munition.
Sie werden in der Regel an den Zielort geworfen (z. B. Bomben), geschleudert (z. B. Granaten) oder geschossen (z. B. Raketenwaffen) oder vorher am Zielort versteckt (z. B. Land- und Seeminen) und durch eine Zündschnur bzw. Zeitzündung, einen Zündmechanismus (z. B. Stolperdraht), Aufprallzündung oder Fernzündung zur Explosion gebracht.